# Senna bacillaris
Senna bacillaris är en ärtväxtart som först beskrevs av Carl von Linné d.y., och fick sitt nu gällande namn av Howard Samuel Irwin och Rupert Charles Barneby. Senna bacillaris ingår i släktet sennor, och familjen ärtväxter.

## Underarter
Arten delas in i följande underarter:
- S. b. bacillaris
- S. b. benthamiana